# عبد الله بكر مصطفى
عبد الله بكر مصطفى من مواليد مدينة القضارف شرق السودان كان ضابطًا برتبة الإمبراطورية البريطانية، وسياسيًا سودانيًا. غادر الجيش عام 1928. بعد أن ترك الجيش أصبح ناظراً في منطقة القضارف المركزية. في وقت لاحق أصبح ناظر دار بكر. خلال الحرب العالمية الثانية، قاد عبد الله بكر قوة غير نظامية، الملقبة بـ «باندا بكر»، تقاتل مع الجانب البريطاني.
في عام 1944 تم تعيينه في المجلس الاستشاري لشمال السودان. كان أحد الأعضاء المنتخبين بشكل غير مباشر في الجمعية التشريعية للفترة 1948-1953. في الانتخابات البرلمانية لعام 1953 تم انتخابه لمجلس النواب من القضارف الجنوبية كمرشح لحزب الأمة.